# Grigorovich I-2
Grigorovich I-2 là một loại máy bay tiêm kích hai tầng cánh của Liên Xô, đây là máy bay tiêm kích nội địa đầu tiên của Liên Xô được sử dụng với số lượng lớn.

## Quốc gia sử dụng
Liên Xô
- Không quân Liên Xô

## Tính năng kỹ chiến thuật (I-2bis)
Đặc điểm tổng quát
- Kíp lái: 1
- Chiều dài: 7,32 m (24 ft 0 in)
- Sải cánh: 10,80 m (35 ft 5 in)
- Chiều cao: 3 m (9 ft 10 in)
- Diện tích cánh: 23,4 m² (252 ft²)
- Trọng lượng rỗng: 1.152 kg (2.540 lb)
- Trọng lượng có tải: 1.575 kg (3.472 lb)
- Động cơ: 1 × M-5, 298 kW (400 hp)

 Hiệu suất bay 
- Vận tốc cực đại: 235 km/h (147 mph)
- Tầm bay: 600 km (374 dặm)
- Trần bay: 5.340 m (17.515 ft)
- Vận tốc lên cao: 420 m/phút (1.377 ft/phút)
- Tải trên cánh: 67 kg/m² (14 lb/ft²)
- Công suất/trọng lượng: 0,19 kW/kg (0,12 hp/lb)

Trang bị vũ khí

- 2 × súng máy PV-1 7,62 mm